# バリー・ハンフリーズ
バリー・ハンフリーズ（John Barry Humphries, AO, CBE、1934年2月17日 - 2023年4月22日）は、オーストラリア・メルボルン出身のコメディアン、俳優、脚本家。

## 来歴
1955年頃からカリスマ主婦・デイム・エドナ・エバレッジを始めとする、さまざまな個性的なキャラクターを演じ、テレビ、舞台など幅広い分野で活躍していた。
2023年4月22日、シドニーの病院で死去。89歳没。

## 人物
4度の結婚歴があり、2番目の妻との間に娘2人を、3番目の妻との間に息子2人を儲けている。最後の妻であるリジーはイギリスの詩人、作家で、サー・スティーブン・スペンダー（Stephen Spender）の長女。